# Suica
Suica（日语：／*/?），中文譯為企鵝卡、西瓜卡，是日本一種可重複儲值、非接觸式的智慧卡（IC卡），有儲值車票及電子錢包的功能，最初由JR東日本發行，現在由JR東日本、東京單軌電車以及東京臨海高速鐵道三家鐵道公司共同發行。Suica採用了索尼的FeliCa技術，至2021年3月底已發行了約8590萬張，并与PASMO、Kitaca、TOICA、ICOCA、SUGOCA、manaca、PiTaPa、nimoca以及Hayakaken在乘車及電子錢包(PiTaPa除外)功能上互相通用。「Suica」是JR東日本的註冊商標。

## 簡介

觸碰即走方式圖解

Suica於2001年11月18日開始發行。目前，卡片的使用地區包括JR東日本的首都圈、仙台和新潟地區路線、埼玉新都市交通、仙台機場鐵道和伊豆急行公司的全部路線及車站和JR巴士關東的部分路線。同時，Suica也加入了交通系IC卡全國通用服務。
Suica是JR東日本公司開發，用以取代原本在自動售票機發行的儲值磁卡（2005年3月31日停止發售）的一款非接觸式IC卡乘車票證。Suica與過去的儲值磁卡一樣，可以在大部分的自動售票機購買，也可利用自動補票機（自動精算機）補票、加值，具定期車票的功能；亦能夠在車站商店街中的部份商店及自動販賣機購買商品。
Suica是非接觸式的IC卡，因此不需要從皮夾中取出，只要揮動或碰觸就感應使用，感應的地區在沒有障礙物的情況下為半徑10公分。但是，為了加快Suica通過剪票口的速度，因此建議使用「觸碰即走」（タッチ&ゴー）的方式，也就是將放有Suica的車票夾或皮夾直接觸碰剪票口的感應區。
Suica的名稱源於Super Urban Intelligent CArd（超級都會智慧卡）的簡稱，在日語中有「順暢通行（スイスイ行）的智慧卡」的語意，也和西瓜（すいか）的發音相同，讓人感到親切。Suica的標誌（Logo）以JR東日本的代表色－綠色為主，將鐵道路線以西瓜表現。Suica字樣的部份在「ic」兩字使用反白的顏色，表示為使用IC卡的智慧型票證。吉祥物是一隻企鵝，由插畫家坂崎千春設計。
FeliCa是使用13.56MHz频率的非接觸式無線電RFID技術，在感應地區內同時可以有複數的FeliCa裝置互相通信。與日本Edy電子貨幣，香港八達通及新加坡ezlink卡採用同一技術。

### 基本使用方式

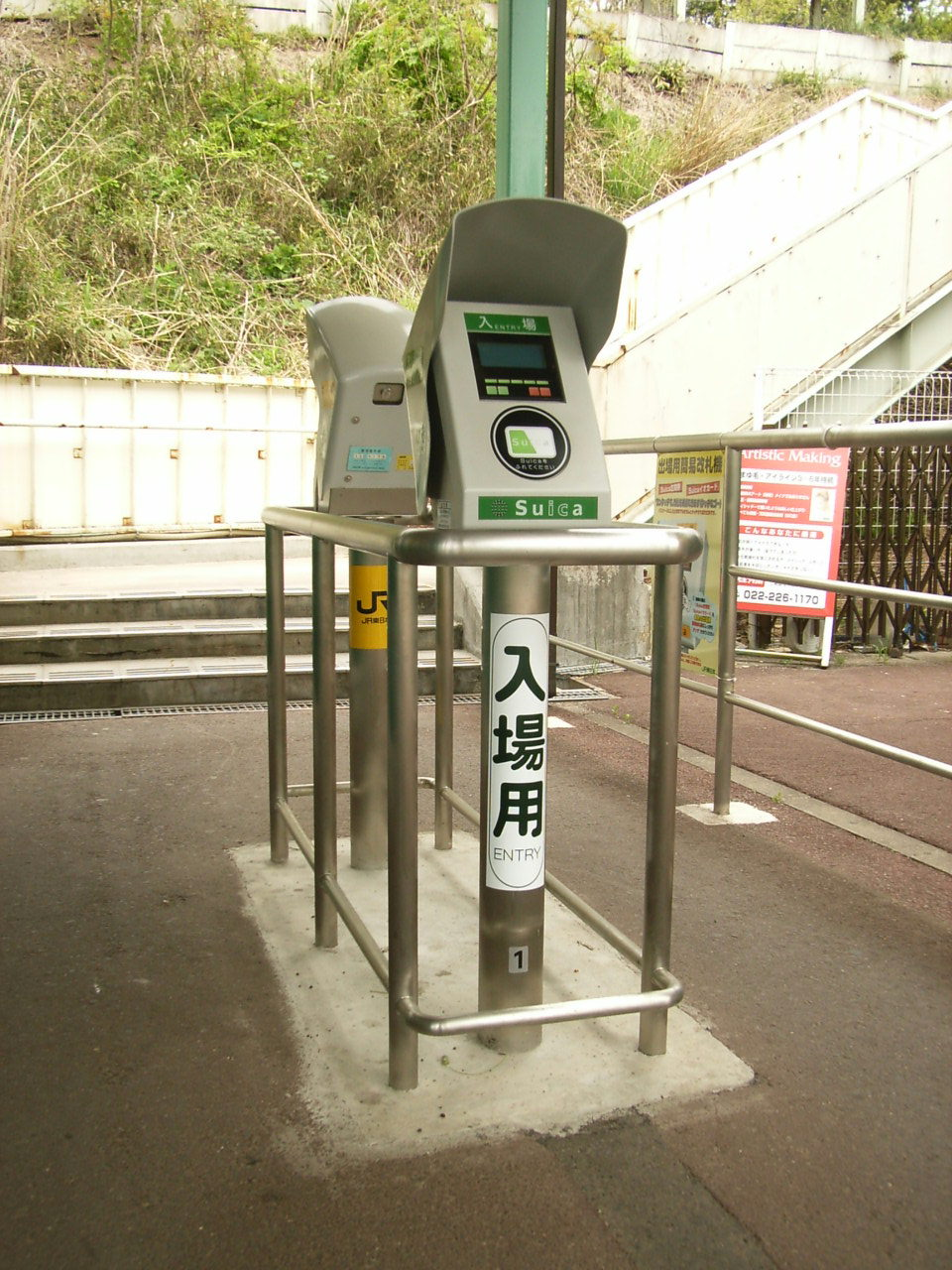
簡易Suica驗票機
（仙山線葛岡站）

購買Suica時必須支付500日圓的押金，如Suica IO Card（Suicaイオカード）售價2,000日圓中能實際使用的金額為1,500日圓。押金無法折抵車資。不再使用的Suica卡可辦理退費，退費時會自卡片可用餘額扣除220日圓（2014年4月1日之前是210日圓）手續費後，將所餘金額連同押金一同退還，惟因遺失或有車資計算不符情形者押金不予退回。如果可用餘額不足220日圓，僅會退還押金。Suica卡可以在有「Suica」標誌的「自動售票機（自動券売機）」「卡片發售機（カード発売機）」「自動補票機（のりこし精算機）」現金儲值。每次可儲值金額的單位是1,000日圓、2,000日圓、3,000日圓、4,000日圓、5,000日圓、10,000日圓等6種，卡片可儲值的上限是20,000日圓。
2019年9月1日起，針對訪問日本的非日本籍旅客，可以購買Welcome Suica卡，由發行日起28日內有效，沒有押金，但不能退款，過了時效整張Suica卡的餘額將失效。Suica可透過自動售票機購買，實際上日本居民可以直接購買使用（PASMO PASSPORT需要拿出非日本護照給予職員，並確定為短期滯留方能購買）。

## 使用地區
與SAPICA共通的SAPICA地區設定為「Suica札幌地區」，此處不列出（參見SAPICA#可用公司、路線）。

### 鐵道公司
除單獨引入Suica的沖繩都市單軌電車（沖繩地區）外，分為「首都圈地區」「仙台地區」「新潟地區」3個地區。原則上只可以在地區內乘車（包括跨公司使用）。東京站、仙台站、新潟站通常設定為100－200公里程度地區。
- 以下記載路線名的正式名稱，導覽上的名稱標註於【】內。若沒有關於路段等標註則為該公司管轄內全線所有車站皆可使用。
- 「Suica部分使用站」（可使用Suica車站前後不連續），不能發售、再發行Suica或辦理退卡，此路段也不發售Suica定期券[6][7]。
- 新幹線僅限定期券搭乘（一觸即去新幹線（日语：タッチでGo!新幹線）適用路段除外）。

#### 首都圈地區
大致與東京近郊區間一致。但烏山線、久留里線不能使用。
JR東日本
- 東海道本線【東海道線、京濱東北線、橫須賀·總武快速線、相鐵線直通列車】
- 山手線
- 赤羽線【埼京線】
- 南武線
- 京葉線
- 鶴見線
- 武藏野線
- 橫濱線
- 根岸線
- 橫須賀線
- 相模線
- 伊東線
- 中央本線【中央線快速、中央·總武緩行線、中央線】
- 青梅線
- 五日市線
- 八高線
- 東北本線【京濱東北線、宇都宮線、埼京線、東北線】：東京站—黑磯站間（包括支線）
  - 東北本線【東北新幹線】：東京站—那須鹽原站間

- 常磐線【常磐線各站停車、常磐快速線】：日暮里站—浪江站間
- 川越線
- 高崎線
- 上越線：高崎站—水上站間
  - 高崎線、上越線【上越新幹線】：大宮站—上毛高原站間

- 兩毛線
- 水戶線
- 日光線
- 信越本線：高崎站—橫川站間
- 總武本線【橫須賀·總武快速線、中央·總武緩行線、總武線】
- 外房線
- 內房線
- 成田線
- 東金線
- 鹿島線
- 篠之井線：鹽尻站—松本站間
- 小海線：小淵澤站—野邊山站間
- 水郡線：水戶站—常陸大子站、上菅谷站—常陸太田站
- 吾妻線：澀川站—萬座·鹿澤口站間
- 北陸新幹線：高崎站—上越妙高站間

東京單軌電車
- 羽田機場線全線

東京臨海高速鐵道
- 臨海線全線

埼玉新都市交通
- 伊奈線全線

伊豆急行
- 伊豆急行線全線

富士山麓電氣鐵道（富士急行線）
- 大月線、河口湖線全線

#### 仙台地區
大致與仙台近郊區間一致，地區邊緣不一定可使用。
JR東日本
- 東北本線【東北線、利府線、仙石東北線】：矢吹站—平泉站間及利府線、仙石東北線全線所有車站
  - 【東北新幹線】：郡山站—古川站

- 常磐線：小高站—岩沼站間
- 仙山線：全線
- 仙石線
- 石卷線：小牛田站—石卷站間
- 磐越東線：船引站—郡山站間
- 磐越西線：郡山站—喜多方站間
- 奧羽本線（山形線）：福島站—新站間
- 陸羽東線：全線
- 左澤線：北山形站—寒河江站間

仙台機場鐵道
- 仙台機場線全線

#### 新潟地區
大致與新潟近郊區間一致。
JR東日本
- 磐越西線：五泉站—新津站間
- 羽越本線：新津站—村上站間
- 白新線
- 信越本線：直江津站—新潟站間
- 越後線：全線
- 彌彥線
- 上越線：小千谷站—宮內站間
- 上越新幹線：長岡站—新潟站

#### 盛岡地區
與首都圈、仙台、新潟地區不同，沒有指定大都市近郊區間。全部位於岩手縣內。然而東北本線的一之關站與平泉站因歷史、地理的關係並不位於上述地區，而視為位於仙台地區。
JR東日本
- 東北本線：北上站—盛岡站間
  - 東北本線【東北新幹線】：北上站—盛岡站間

- 釜石線：花卷站—新花卷站間
- 田澤湖線：雫石站—盛岡站間

#### 青森地區
與首都圈、仙台、新潟地區不同，沒有指定大都市近郊區間。全部位於青森縣內。
JR東日本
- 奧羽本線：青森站—弘前站間

#### 秋田地區
與首都圈、仙台、新潟地區不同，沒有指定大都市近郊區間。全部位於秋田縣內。
JR東日本
- 羽越本線：新屋站—秋田站間
- 奧羽本線：和田站—追分站間
- 男鹿線

#### 沖繩地區
沖繩都市單軌電車（Yui-rail）
- 沖繩都市單軌電車線：全線

#### 路段、除外站等的附記、注釋
1. ↑  JR東日本的東海道本線全線。不可跨過熱海站或國府津站至TOICA範圍使用SF
2. ↑  包括支線的JR東日本中央本線（中央東線）全線。但是川岸站、辰野站、信濃川島站、小野站不可上下車
3. 1 2 3 4 5 6  只限可用作定期乘車券。
4. ↑  只可在小淵澤站、清里站、野邊山站上下車
5. ↑  只可在水戶站、常陸大宮站、常陸大子站、上菅谷站、常陸太田站上下車
6. ↑  只可在澀川站、中之條站、長野原草津口站、萬座·鹿澤口站上下車
7. ↑  小牛田站以北只限一之關站、平泉站上下車。一之關站及平泉站除該兩站間以外，無法在後述的盛岡範圍方向上下車。
8. ↑  愛子站以西只限作並站、山寺站、羽前千歲站上下車。
9. 1 2  只可作通過使用
10. ↑  郡山富田站以西只限磐梯熱海站、豬苗代站、會津若松站、喜多方站上下車
11. ↑  只可在上之山溫泉站—村山站間上下車。不可在新庄站上下車。
12. ↑  不可作奧羽本線（在來線）特別急行列車「翼號」使用。
13. ↑  古川站以西只限鳴子溫泉站上下車。不可在新站上下車
14. ↑  新發田站以北只限中條站、坂町站、村上站上下車
15. ↑  宮內站以南只限直江津站、柏崎站上下車
16. ↑  柏崎站—吉田站間只限作通過使用
17. ↑  從這些車站開往一之關方向的列車，由於一之關站與平泉站屬於前述的仙台範圍，故此不可乘車跨越北上站至平泉站、一之關站。
18. ↑  田澤湖線、奧羽本線（在來線）特別急行列車「小町號」只限定期乘車券可以使用。但是，盛岡站月台上包括轉乘東北新幹線都不可乘車。
19. ↑  田澤湖線、奧羽本線（在來線）特別急行列車「小町號」，大曲站—秋田站間不停車列車不可使用。

### JR巴士關東
JR巴士關東的以下高速路線、一般路線可使用票卡餘額乘車。與其他公司共同運行班次的高速路線也可使用（一部分臨時班次與由茨城交通運行的水戶號除外）
高速路線
- 新宿、東京—佐野線（七葉樹新宿號、東京號）
- 新宿—本、伊勢崎線
- 東京—石岡、水戶線（水戶號）
- 東京—芝山、八日市場線
- 東京—鹿島線（鹿島號）
- 東京—神栖、波崎線（波崎號）
- 東京—筑波線（筑波號）

一般路線
- 土浦支店管內（AEON MALL土浦線、常陸野牛久—筑波中心線、阿見Premium Outlet線）
- 佐野支店管內（東古河妻線）
- 長野原支店管內（志賀草津高原線）
- 東關東支店管內（多古線）

### JR巴士東北
高速路線
- 仙台—古川線

一般路線
- 青森支店管內（十和田北線「湖號」、十和田東線「奧入瀨號」、橫內線、青森機場線）
  - 盛岡支店管內（只限早坂高原線、平庭高原線（白樺號））、二戶支店管內（只限白樺號、燕號）作為地域連携IC卡「iGUCA」的地區使用Suica。

## 互相使用

互相使用關係

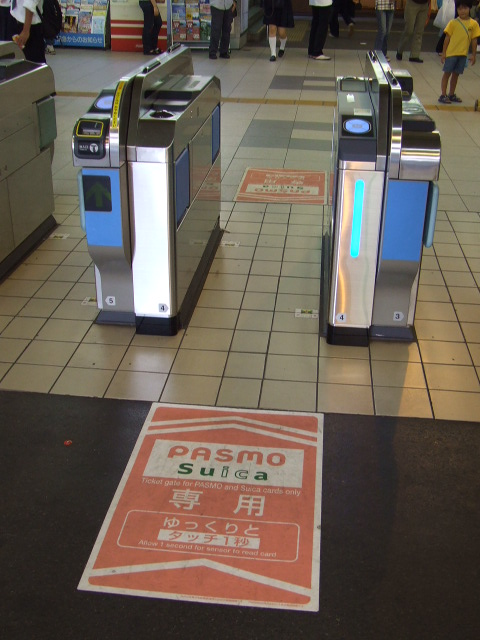
PASMO、Suica專用自動閘機（小田急電鐵藤澤站）

Suica與以下發行IC卡公司的地區可以互相使用、單向使用。各IC卡與並非完全相同名稱發行的IC卡（例：nimoca對nimoca、Denden nimoca、ICAS nimoca）亦可通用（詳細參見各IC卡條目）。但是一部公司發行的折扣用卡並不能用於各公司，除此以外還有其他限制。
範例
◎：乘車券機能、電子錢包機能皆可互相使用
○：只限乘車券機能互相使用，電子錢包不可互相使用
△：Suica等10款IC卡可使用乘車券機能，其他IC卡不可用於Suica適用地區
| 卡片名稱         | 發行者                           | 可用模式 | 開始通用IC乘車券          | 開始通用電子錢包          | 備註                            |
| ---------------- | -------------------------------- | -------- | ------------------------- | ------------------------- | ------------------------------- |
| PASMO            | PASMO加盟各社局                  | ◎        | 2007年（平成19年）3月18日 | 2007年（平成19年）3月18日 |                                 |
| Kitaca           | JR北海道                         | ◎        | 2009年（平成21年）3月14日 | 2009年（平成21年）3月14日 |                                 |
| TOICA            | JR東海                           | ◎        | 2008年（平成20年）3月29日 | 2010年（平成22年）3月13日 | [ 13 ]                          |
| ICOCA            | JR西日本                         | ◎        | 2004年（平成16年）8月1日  | 2008年（平成20年）3月18日 |                                 |
| SUGOCA           | JR九州                           | ◎        | 2010年（平成22年）3月13日 | 2010年（平成22年）3月13日 | [ 14 ] [ 15 ]                   |
| nimoca           | nimoca加盟各社                   | ◎        | 2010年（平成22年）3月13日 | 2010年（平成22年）3月13日 | [ 14 ] [ 15 ]                   |
| Hayakaken        | 福岡市交通局                     | ◎        | 2010年（平成22年）3月13日 | 2010年（平成22年）3月13日 | [ 14 ] [ 15 ]                   |
| PiTaPa           | Surutto KANSAI加盟各社局         | ○        | 2013年（平成25年）3月23日 | 不適用                    | [ 備考 1 ] [ 16 ] [ 17 ]        |
| manaca           | 名古屋交通開發機構 mic加盟各社局 | ◎        | 2013年（平成25年）3月23日 | 2013年（平成25年）3月23日 | [ 16 ] [ 18 ]                   |
| Ryuto            | 新潟交通                         | △        | 2013年（平成25年）3月23日 | 不適用                    | [ 備考 2 ] [ 19 ] [ 20 ]        |
| LuLuCa           | 靜岡鐵道                         | △        | 2013年（平成25年）3月23日 | 不適用                    | [ 備考 3 ] [ 21 ]               |
| SAPICA           | 札幌綜合資訊中心加盟各社局       | △        | 2013年（平成25年）6月22日 | 不適用                    | [ 備考 4 ] [ 16 ] [ 22 ] [ 23 ] |
| 熊本地域振興IC卡 | 肥銀電腦服務加盟各社             | △        | 2016年（平成28年）3月23日 | 不適用                    | [ 備考 5 ] [ 24 ]               |
| icsca            | 仙台市交通局                     | △        | 2016年（平成28年）3月26日 | 不適用                    | [ 備考 6 ] [ 25 ]               |
| emica            | 三重交通                         | △        | 2016年（平成28年）4月1日  | 不適用                    | [ 備考 7 ] [ 26 ]               |
| PASPY            | 公益社團法人廣島縣巴士協會       | △        | 2018年（平成30年）3月17日 | 不適用                    | [ 備考 8 ] [ 27 ]               |
| IruCa            | 高松琴平電氣鐵道株式會社         | △        | 2019年（平成31年）3月2日  | 不適用                    | [ 備考 9 ] [ 28 ]               |

備註
1. ↑  PiTaPa在法律上視為信用卡，至互相使用開始時無法及時進行系統修改，故不能使用電子錢包服務。
2. ↑  Ryuto可用於Suica新潟地區。一部分臨時巴士班次除外。只限繳納車費，不可加值，也不能使用Ryuto的點數服務和轉乘折扣「のり割30」等，一部分功能受限制。（轉乘折扣「まち割60」若與新潟市發行的「轉乘現金卡」一併使用則可適用），Ryuto在地區內亦不能使用JR。
3. ↑  LuLuCa可用於PiTaPa範圍。但一部分機能受限制，如不能使用電車、巴士的各種折扣服務。加值處理只限在窗口（新靜岡站、草薙站、新清水站、靜鐵Justline新靜岡巴士4處），電車各站的售票機及巴士車內不能即時加值。
4. ↑  SAPICA可用於Suica札幌範圍。一部分機能受限制，如不能使用SAPICA的點服務。SAPICA的該卡非加盟公司不能使用，也不能使用電子錢包服務。
5. ↑  熊本地域振興IC卡可用於SUGOCA範圍。
6. ↑  可用於Suica仙台範圍。該範圍限定可與icsca互相使用。但是福利折扣用icsca不可互相使用。
7. ↑  emica可用於PiTaPa範圍。
8. ↑  可用於ICOCA範圍。
9. ↑  可用於ICOCA範圍。

地域公司的情況，由於存在地域獨自服務與全國互相使用兩立導致引入費用與運用面（必須獨自服務改廢），採用上述互相使用模式限制較多。有見及此，地域巴士公司加入運行巴士的定期券與各種折扣等的地域獨自服務機能，故此開發了Suica地區及可與Suica互相使用地區通用的乘車券與電子貨幣等的Suica服務1卡可用2in1卡作為地域連携IC卡。由於具有Suica卡完全的功能，故Suica可用於上述的互相使用。2021年3月起，栃木縣開始「totra」，岩手縣開始「岩手綠證」等服務，2022年2月至5月，關東、東北地方的5縣新開設了9種地域連携IC卡服務。
| 卡                                     | 發行者                                                                             | 開始互相使用                               | 備註、來源 |
| -------------------------------------- | ---------------------------------------------------------------------------------- | ------------------------------------------ | ---------- |
| AOPASS（アオパス）                     | 青森市企業局交通部、青森市                                                         | 2022年（令和4年）3月5日                    |            |
| AOPASS（アオパス）                     | JR巴士東北                                                                         | 2022年（令和4年）3月12日                   |            |
| MegoICa（メゴイカ）                    | 弘南巴士                                                                           | 2023年（令和5年）2月25日                   |            |
| 岩手綠證（イワテグリーンパス）         | 岩手縣交通                                                                         | 2021年（令和3年）3月27日                   |            |
| Hachika（ハチカ）                      | 八戶市交通部、岩手縣北自動車                                                       | 2022年（令和4年）2月26日                   |            |
| 十和田天藍證（トワダスカイブルーパス） | 十和田觀光電鉄                                                                     | 2022年（令和4年）4月29日                   | [ 備考 1 ] |
| iGUCA（イグカ）                        | 岩手縣北自動車                                                                     | 2022年（令和4年）2月19日                   |            |
| iGUCA（イグカ）                        | JR巴士東北                                                                         | 2022年（令和4年）3月12日                   |            |
| AkiCA（アキカ）                        | 秋田中央交通、秋田市                                                               | 2022年（令和4年）3月26日                   |            |
| 秋北橙證（シュウホク オレンジパス）    | 秋北巴士                                                                           | 2022年（令和4年）3月12日                   |            |
| yamako cherica（ヤマコウ チェリカ）    | 山交巴士、山交約車、米澤市                                                         | 2022年（令和4年）5月14日                   |            |
| shoko cherica（ショウコウ チェリカ）   | 內交通                                                                             | 2022年（令和4年）5月14日                   |            |
| nolbé（ノルべ）                        | 上信電鐵、群馬中央巴士、日本中央巴士、日本中央交通、群馬巴士、矢島的士、永井運輸㈱ | 2022年（令和4年）3月12日                   |            |
| totra（トトラ）                        | 關東自動車、JR巴士關東                                                             | 2021年（令和3年）3月21日                   |            |
| totra（トトラ）                        | 宇都宮輕軌                                                                         | 未定（2023年（令和5年）8月開業時預定引入） |            |

備註
1. ↑  ※記載自社卡片發售日。Suica及可與Suica互相使用的交通系IC卡的乘車服務於2022年3月5日起先行開始。

## 沿革
- 1994年（平成6年）2月14日－3月15日[29]：第1次試驗（8個車站[29]、9個角落[29]、18條通道[29]）。通信速度「70kbps[29]」、微波帶（2.4GHz）、內藏電池[30]。
- 1995年（平成7年）4月3日－10月2日[29]：第2次試驗（13個車站[29]、14個角落[29]、30條通道[29]）。以下，通信速度「250kbps[29]」、超短波帶（32MHz）、內藏電池[30]。
- 1997年（平成9年）4月21日－11月25日[29]：第3次試驗（12個車站[29]、15個角落[29]、32條通道[29]）。短波帶（13.56MHz）、無電池[30]。
- 1999年（平成11年）
  - 5月14日：公佈於2001年1月引入IC卡改札系統[31]。
  - 10月5日：IC卡改札系統名稱決定為「Suica」[32]。
- 2000年（平成12年）2月25日：公佈引入時期延期半年至1年[33]。
- 2001年（平成13年）
  - 4月8日：埼京線、川越線（惠比壽站－大宮站－川越站間27個車站）招募10,000人在直至7月8日3個月之間進行監視測試（Suica定期券8,500人、Suica io卡1,500人）[34][35][30]。
  - 9月4日：官方公佈東京近郊區間（首都圈）引入Suica日期為2001年11月18日[36]。
  - 11月18日：東京近郊區間（首都圈）424個車站開始服務[36]。發售限定10萬張Suica推出紀念Suica io卡（日语：イオカード）[36]。
- 2002年（平成14年）
  - 2月8日：使用路段追加青梅線青梅站以西與八高線高麗川站以北，擴大至合計448個車站[37]。
  - 3月22日：使用路段追加鶴見線與南武支線川崎新町站，擴大至合計461個車站。
  - 4月21日：東京單軌電車開始發售「單軌電車Suica」，開始互相使用。
  - 8月1日：使用車站追加相模線厚木站，合計擴大至462個車站。
  - 10月：使用車站追加八高線小川町站，合計擴大至463個車站。
  - 12月1日：東京臨海高速鐵道開始發售「臨海Suica」，開始互相使用。
  - 12月10日：使用車站追加南武支線八丁畷站與常磐緩行線綾瀨站，合計擴大至465個車站。除了臨時站（日语：臨時駅）與一部分轉乘閘口外已在地區內全部車站啟用Suica。
- 2003年（平成15年）
  - 7月1日：Suica io卡與VIEW卡（日语：VIEWカード）（JR東日本發行的信用卡）聯名的「VIEW Suica卡（日语：VIEW Suicaカード）」開始發行。
  - 10月12日：可用於新幹線的SuicaFREX（日语：FREX）定期券登場[38]。可用於新幹線同時包括2個以上的新幹線停車站（io卡機能加值金額扣除新幹線特急費用）（東北、上越新幹線東京站－宇都宮站、高崎站間）。
  - 10月26日：仙台都市圈（日语：仙台都市圏）啟用Suica。
- 2004年（平成16年）
  - 7月：JR東日本橫濱支社負責的5個車站試驗在既存閘口引入不接受磁氣券投入的Suica專用閘機[39]。
  - 8月1日：開始與西日本旅客鐵道的ICOCA互相使用。發售限定50,000張Suica、ICOCA互相使用紀念Suica io卡。
  - 10月16日：東京近郊區間擴大時一併擴大使用地區（伊東線伊東站、中央本線韮崎站、上越線澀川站、宇都宮線黑磯站、常磐線日立站、外房線大原站的地區內）。同時湘南新宿線、宇都宮線、高崎線的普通列車綠色車廂引入綠色車廂Suica系統。
  - 10月26日：發行張數突破1000萬張。
  - 11月18日：發售限定20,000張突破1000萬張紀念Suicaio卡（日语：イオカード）。
- 2005年（平成17年）
  - 2月：Suica專用閘口在新宿站正式引入。Suica專用閘機相比磁氣券Suica併用閘機可減少處理磁氣券的維護費，但增加對視覺障礙者不便。
  - 11月1日：NHK「Project X～挑戰者們～（日语：プロジェクトX〜挑戦者たち〜）」介紹Suica開發時不為人知的故事。
  - 11月7日：三菱電機與Suica社員證聯名開始使用「社員證Suica」。
- 2006年（平成18年）
  - 1月21日：新潟都市圈（日语：新潟都市圏）啟用Suica。
  - 1月28日：Mobile Suica（日语：モバイルSuica）啟用。
  - 3月18日：東海道線、伊東線、橫須賀線、總武線（快速）（包括成田線、內房線、外房線直通列車）與宇都宮線宇都宮站－黑磯站間引入綠色車廂Suica系統。
  - 12月1日：0時日本信號製的自動閘機（地區內184個車站）發生拒絕「Suica定期券」「VIEW Suica卡（日语：VIEW Suicaカード）」「Mobile Suica（日语：モバイルSuica）」誤判障礙事故。4時38分完成修正程序作業，5時10分恢復正常。此次為Suica系統首次大規模事故。
- 2007年（平成19年）
  - 3月17日：伴隨Suica io卡發售改為Suica卡（不記名式）與mySuica（記名式），Suica io卡停止發售。
  - 3月18日：PASMO啟用同時一併開始首都圈IC卡互相使用服務（日语：首都圏ICカード相互利用サービス）（PASMO引入公司參見該條目）。埼玉新都市交通（New Shuttle）、仙台機場鐵道、JR巴士關東啟用Suica。引入My Suica（大人用、兒童用）。Suica io卡改名為Suica卡（不記名式）。常磐線（日立以北除外）引入綠色車廂Suica系統。補發費由1,000日圓下調至500日圓。停止入場時相當於首次乘搭車費折扣。suica地區的74個車站發售限定10萬張Suica、PASMO互相使用紀念Suica卡。
  - 10月12日：日本信號製的自動閘機，由於車站的遙距操作出現無法輸入電源的問題，JR東日本為免造成混亂將包括該公司製以外首都圈全數自動閘機自早上6時起暫停使用。此影響同時發生在PASMO引入公司。早上7時50分左右起，個別的自動閘機電源可恢復正常，早上10時左右全數恢復正常。約260萬使用者受影響，列車本身則正常運行。
  - 10月16日：大樓出入管理系統開始與ICOCA互相使用。
- 2008年（平成20年）
  - 3月15日：東京近郊區間、新潟近郊區間擴大時一併擴大使用地區。日光線宇都宮站－日光站間、常磐線日立站－高萩站間、信越本線東三條站－長岡站間、彌彥線東三條站－吉田站－彌彥站間、磐越西線新津站－五泉站間、羽越本線新津站－新發田站間。與PASMO公司的聯絡定期券（日语：連絡運輸）販售路段擴大（此起首次設定沒有磁氣定期券的新聯絡車站）。
  - 3月18日：開始與ICOCA電子錢包服務互相使用。
  - 3月29日：開始與東海旅客鐵道的TOICA互相使用。Suica地區的64個車站發售5萬張Suica、TOICA、ICOCA互相使用紀念Suica卡。
  - 11月4日：明治大學開始分發與Suica聯名的學生證。
- 2009年（平成21年）
  - 3月14日：東京近郊區間、新潟近郊區間、仙台都市圈地區擴大時一併擴大使用地區。上越線澀川站－水上站間、信越本線高崎站－橫川站間、常磐線高萩站－磐城站間與山下站－原之町站間、總武本線成東站－銚子站間、成田線成田站－松岸站間、外房線大原站－安房鴨川站間、內房線君津站－安房鴨川站間、上越新幹線高崎站－上毛高原站間與長岡站－新潟站間、長野新幹線高崎站－安中榛名站間、東北新幹線郡山站－仙台站間、東北本線白石站－矢吹站間、磐越東線郡山站－船引站間。開始與北海道旅客鐵道的Kitaca互相使用。Suica地區的44個車站發售5萬張Suica、Kitaca互相使用紀念Suica卡。常磐線地區擴大紀念Suica卡4,000張，仙台、福島、郡山地區擴大紀念Suica卡4,000張，千葉地區擴大紀念Suica卡4,000張，群馬地區擴大紀念Suica卡3,000張，均在該地區車站發售。
  - 3月以後：以首都圈、名古屋地區為中心依次引入「Suica」「QUICPay」共用終端。
  - 7月25日：用於VIEW Suica卡（日语：VIEW Suicaカード）、My Suica（包括Suica定期券、郵貯IC現金卡Suica、學生證、社員證Suica）開始自動加值。
  - 7月27日：開始「Suica Internet Service」。
  - 10月15日：發行張數突破3000萬張。
- 2010年（平成22年）3月13日：開始與TOICA電子錢包服務互相使用[40]，開始與SUGOCA（九州旅客鐵道）、nimoca（西日本鐵道等）、Hayakaken（福岡市交通局）互相使用[41][15]。伊豆急行全線引入[42]。Suica地區的30個車站發售3萬張SUGOCA、nimoca、Hayakaken互相使用紀念Suica卡。
- 2011年（平成23年）
  - 3月18日：全國7-Eleven啟用Suica（名古屋地區引入manaca店舗除外）。
  - 5月23日：大和運輸直營店啟用Suica。
- 2012年（平成24年）
  - 2月1日：全國Skylark（日语：すかいらーく）集團各店啟用。
  - 8月12日：Tommy Walker（日语：トミーウォーカー）營運的PBW（日语：プレイバイウェブ）『Psychic Hearts（日语：サイキックハーツ）』啟用。
- 2013年（平成25年）
  - 3月23日：交通系IC卡全國互相使用服務[43][44]（manaca、PiTaPa開始新規服務）。同日，新潟交通集團Ryuto（日语：りゅーと）地區內的鐵道、路線巴士啟用Suica等服務（單向使用）。佐渡汽船兩津航路（新潟港－兩津港（日语：両津港）間）當中的汽車渡輪限定2等、大人運費精算時啟用Suica等服務（作為Suica電子錢包服務）[45]。Suica地區內31個車站發售3萬張交通系IC卡全國互相使用服務開始紀念Suica卡。
  - 6月22日：札幌綜合資訊中心發行、札幌市交通局等4公司共通使用的SAPICA開始單向使用。使用電子錢包時除可與Kitaca雙方使用的店舗外不可使用。
  - 7月1日：日立製作所開始「日立 交通系IC卡分析資訊提供服務」。
  - 時期不明：Studio YOU（日语：スタジオYOU）主辦的同人誌即賣會小冊子販賣攤位『コミックライブ』『おでかけライブ』『オンリーフェスタ』『オンリーライブ』『ナツイベ・フユイベ・カプイベ』『アイドルMIX・ヒロインMIX』『仙台・広島コミケ』啟用Suica。
- 2014年（平成26年）
  - 3月15日：與台灣非接觸式IC乘車卡「iPASS一卡通」發行公司簽署合作備忘錄[46]。
  - 4月1日：東京近郊區間、新潟近郊區間、仙台近郊區間擴大時一部分車站啟用Suica服務。同日伴隨消費稅率由5%上調至8%，Suica、PASMO地區管內引入1日圓單位的IC車費。
  - 10月1日：吾妻線當中的中之條站、長野原草津口站、萬座·鹿澤口站啟用Suica服務[47]。
  - 12月20日：為配合東京站開業100周年，該站發售限定15,000張東京站開業100周年紀念Suica，但前一日12月19日車站前出現擁擠，超出預計9000人以上造成混亂，發售至約8000張時中止發售[48]。
- 2015年（平成27年）
  - 3月14日
    - 富士急行線啟用Suica。
    - 氣仙沼線、大船渡線BRT（日语：気仙沼線・大船渡線BRT）啟用Suica[49]。氣仙沼線、大船渡線BRT用的IC卡odeca（日语：odeca）開放單向使用。

  - 8月1日：JR巴士關東的古河線與志賀高原草津線啟用Suica[50][51]。
  - 8月16日：Tommy Walker營運的PBW『Cerberus Blade』啟用。
  - 9月1日：JR巴士關東的多古線啟用Suica[52]。
- 2016年（平成28年）
  - 3月26日：開始與仙台市交通局發行的icsca的仙台都市圈互相使用服務（不可用於新幹線、電子錢包）[25]。北陸新幹線安中榛名站－上越妙高站間、東北新幹線仙台站－古川站間、陸羽東線北浦站、陸前谷地站與同日開業的南武線小田榮站（2020年（令和2年）3月13日為止[53]小田榮站－川崎新町站間不可互相使用）與石卷步野站啟用Suica。古川站開始發售Suica及Suica定期券，處理退款和補發等全部Suica服務[54]。
  - 10月25日：啟用Apple Pay版Suica。
- 2017年（平成29年）4月1日：韮崎－松本間所有車站（途經辰野站除外）及同日開業的郡山富田站啟用Suica。同時松本、鹽尻、岡谷、下諏訪、上諏訪、茅野、富士見、小淵澤、長坂、宮內各站加入一碰即去乘車，並開始發售Suica及Suica定期券、退款和補發等全部Suica服務[55]。
- 2018年（平成30年）
  - 4月1日：全國通用服務對象的10款IC卡（Suica、PASMO、Kitaca、TOICA、manaca、ICOCA、PiTaPa、SUGOCA、nimoca、Hayakaken）可使用新服務「一碰即去新幹線（日语：タッチでGo!新幹線）」乘坐新幹線普通車自由席，在東北新幹線東京－那須鹽原間，上越新幹線東京－上毛高原間，北陸新幹線：東京－安中榛名間引入。同日開業的兩毛線足利花卉公園站（至2020年（令和2年）3月13日為止[56]足利花卉公園站－富田站間不可互相使用）啟用Suica。並在檢討應否在新幹線指定席同樣引入「可與IC卡無縫使用服務」[57]。
  - 5月24日：Google Pay版Suica啟用。
  - 8月1日：瑞穗銀行提攜的「Mizuho Suica」啟用[58]。
  - 12月14日：Tommy Walker營運的PBW『第六獵兵』追加啟用。
- 2019年（平成31年・令和元年）
  - 3月1日：JR巴士東北的高速巴士仙台－古川線啟用Suica（不包括Suica仙台地區，icsca不能使用）[59]。
  - 9月1日：沒有搭載定期券的卡片型Suica開始搭載一部分周遊型特別企劃乘車券（日语：特別企画乗車券）服務[60]。對象為「悠閒假日Suica巴士」（但與假日出遊巴士（日语：休日おでかけパス）的Suica版有一部分地區不同）、「都區內巴士（日语：都区内パス）」、「橫濱、港未來巴士（日语：ヨコハマ・みなとみらいパス）」、「鎌倉、江之島巴士」。該日起一部分車站發售面向訪日外國人、不收取保證金也不退還餘額的「Welcome Suica」。
  - 11月30日：與相鐵新橫濱線開始互相直通運行的同時在東海道貨物線（相鐵·JR直通線）鶴見站（旅客導覽上為武藏小杉站）－羽澤橫濱國大站間啟用Suica。
  - 12月11日：伴隨鐵道博物館的入館方法改變，不再作為鐵道博物館的入館證機能[61]。
- 2020年（令和2年）
  - 3月10日：沖繩都市單軌電車線（Yui-rail）啟用Suica[11][62][63][64][65]。
  - 3月14日
    - 擴大Suica地區至鹿島線全線[66][67]。
    - 擴大Suica首都圈地區至常磐線磐城站－浪江站間，擴大Suica仙台地區至小高站－原之町站間[68][69]。
    - 伴隨南武線小田榮站及兩毛線足利花卉公園站永久化（鄰隣車站間設定營業距離），小田榮站－川崎新町站間、足利花卉公園站－富田站間啟用Suica[53][56]。
    - 同日開業的高輪Gateway站啟用Suica。
    - 新幹線新的無票服務新幹線e車票服務（日语：えきねっと#新幹線eチケットサービス）啟用[70]。
    - 周遊型特別企劃乘車券的卡型Suica搭載服務追加在新的「東京自由車票（日语：東京フリーきっぷ）」[71]。

  - 3月31日：伴隨周遊型特別企劃乘車券「鎌倉、江之島巴士」停售，該巴士的卡型Suica搭載服務也於該日結束[72]。
  - 5月25日：樂天Pay提攜，可在專用App內進行Suica的發行和加值[73][74]。
  - 7月15日：職業棒球隊東北樂天金鷲的根據地樂天生命公園宮城內各商店等（一部分除外）引入Suica作為支付方式[註 3][80]。
- 2021年（令和3年）
  - 3月13日：JR東海的TOICA地區擴大至熱海站、國府津站並與Suica地區接續，開始發售Suica地區與TOICA地區的在來線IC定期券（但是跨區不可使用SF餘額）。同時Suica並行路段的新幹線定期券「FREX」「FREX Pal」與Suica一同販售，東海道新幹線作為TOICA地區啟用在來線IC定期券「新幹線乘車服務」擴充至東京站－新岩國站間[81]。
    - 「一碰即去新幹線（日语：タッチでGo!新幹線）」的使用地區擴大至JR東日本管內新幹線全線（東北、上越、秋田、山形新幹線全線與北陸新幹線東京站－上越妙高站間）[82]。
    - IC月台票服務「一碰即進站（日语：タッチでエキナカ）」啟用[PR 7]。

  - 3月21日：Suica與地域交通系IC卡機能一體化的地域連携IC卡「totra」在關東自動車（日语：関東自動車）、JR巴士關東一部分路線與宇都宮輕軌引入[PR 8][83]。
  - 3月27日
    - JR巴士東北青森支店管轄路線（青森機場線、橫內線、水海號、奧入瀨號）啟用服務[PR 4]。
    - 岩手縣交通（日语：岩手県交通）啟用具有Suica機能的地域連携IC卡「岩手綠證」[PR 9][84]。

  - 10月25日：此日後，伊豆急行與JR東日本發行的不記名Suica卡不再發售[PR 10]。
- 2022年（令和4年）
  - 2月19日：上午9時起，岩手縣北自動車（岩手縣北巴士）（日语：岩手県北自動車）引入地域連携IC卡「iGUCA」[PR 5]。
  - 2月26日：八戶市交通部及岩手縣北自動車南部支社引入地域連携IC卡「Hachika」。
  - 3月5日：青森市交通部（青森市營巴士）、青森市市巴士及「涅普塔號」（青森觀光巴士（日语：青森観光バス）營運）引入地域連携IC卡「AOPASS」。
  - 3月12日：群馬縣內7間巴士公司運行的64條巴士路線引入地域連携IC卡「nolbé」，秋田縣的秋北巴士（日语：秋北バス）引入地域連携IC卡秋北橙證。
  - 3月26日：秋田縣內的秋田中央交通（日语：秋田中央交通）引入地域連携IC卡AkiCA。
  - 4月29日：青森縣內的十和田觀光電鐵引入「十和田天藍證」。
  - 5月14日：山形縣內的山交巴士（日语：山交バス (山形県)）、庄內交通引入地域連携IC卡「cherica」。
- 2023年（令和5年）
  - 2月25日：青森縣內的弘南巴士（日语：弘南バス）引入地域連携IC卡「MegolCa」。
  - 5月27日：青森縣、秋田縣、岩手縣的一部分路線啟用[PR 11][PR 12]。
  - 6月8日：受全球半导体不足影响，暂停发售不记名式Suica[85]。
  - 8月2日：不记名式、记名式Suica全部暂停发售[86]。
- 2024年（令和6年）
  - 3月16日：奧羽本線（山形線）上之山溫泉站—村山站間與左澤線北山形站—寒河江站間啟用Suica[PR 13]。
  - 9月1日：由於半導體供應逐步恢復，並繼續確保供應穩定，重新發售記名式Suica卡[PR 14][註 4]。然而，青森縣、秋田縣、岩手縣、山形縣各地域也暫時停售不記名式Suica卡[PR 14]。
- 2025年（令和7年）
  - 3月1日：由於卡片調配計劃穩定，並可以繼續維持供應，因此恢復發售不記名式Suica卡[PR 15][註 5]。
  - 3月15日：東京單軌電車的「單軌電車Suica」的發售於前一天的3月14日結束後移至「Suica」繼續運作[PR 16][註 6]。篠之井線、松本站—篠之井站間與信越本線的篠之井站—長野站間、大糸線的松本站—穗高站間啟用Suica[PR 17][PR 18][87]。
  - 4月1日：JR巴士關東館山支店管內啟用Suica。

### 今後預定、計劃
將来JR東日本所有路線皆可使用Suica，為進行必要的磁氣券IC化Suica計劃在東日本管內向全國擴展。與此相關的，2023年5月27日以後將採用中央伺服器方式在北東北3縣（青森縣、秋田縣、岩手縣）的一部分路線啟用Suica。
。同年夏天以後首都圈、仙台、新潟地區將採用與原來方式同時使用中央伺服器，預定2026年度中完全改用。JR東日本公佈了完全改用後計劃統一JR東日本管內的Suica地區。
與信越本線直通運行的信濃鐵道於2025年2月27日公佈，會以2026年3月為目標引入Suica。
2025年5月30日，JR東日本正式公佈大糸線的信濃大町站與白馬站預定會於2026年春以後引入Suica。